# إغريمة أحادية اللون
غريميا أحادية اللون (الاسم العلمي: Grimmia unicolor) هي نوع من النباتات تتبع جنس الغريميا من الفصيلة الغريمية.